# Wifred II av Barcelona
Wifred II av Barcelona, död 911, var regerande greve av Barcelona mellan 897 och 911.
Hans regeringstid var en period av stor oro, med anfall från saracenerna och inre splittring i Frankerriket.